# French Martini
Il French Martini è un cocktail a base di vodka e liquore al lampone. È un cocktail ufficiale IBA dal 2011.

## Storia
Il French Martini è nato verso la fine degli anni 1980 in uno dei bar di New York del ristoratore Keith McNally. Il nome Martini, benché il cocktail non contenesse vermut, negli anni 1980-1990 veniva utilizzato per indicare qualunque cocktail venisse servito in una coppetta; l'indicazione French (in italiano, "francese") deriva invece dal fatto che il cocktail viene generalmente preparato con Chambord, un liquore di lampone nero realizzato in Francia a partire dal 1685.

## Composizione

### Ingredienti
La ricetta IBA del 2011 prevede l'utilizzo dei seguenti ingredienti:
- 45 ml di vodka
- 15 ml di liquore di lampone
- 15 ml di succo d'ananas fresco

### Preparazione
Riempire una coppetta da cocktail con cubetti di ghiaccio per raffreddarla, quindi riempire uno shaker di ghiaccio e versare tutti gli ingredienti al suo interno. Shakerare il tutto, dopodiché versare il cocktail nella coppetta utilizzando lo strainer. Strizzare una buccia di limone per aromatizzare il cocktail con gli oli essenziali.